# Leichtathletik-Europameisterschaften 2014/400 m der Männer

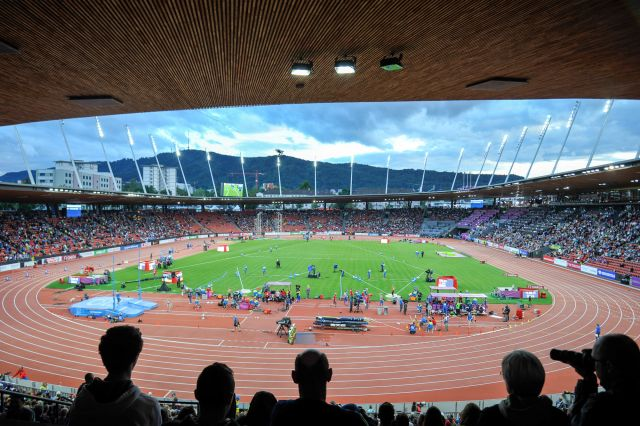
Das Letzigrund-Stadion während der Europameisterschaften 2014

Der 400-Meter-Lauf der Männer bei den Leichtathletik-Europameisterschaften 2014 wurde vom 12. bis 15. August 2014 im Letzigrund-Stadion von Zürich ausgetragen.
In diesem Wettbewerb gab es einen Doppelsieg für die britischen Läufer. Europameister wurde Martyn Rooney. Matthew Hudson-Smith belegte Rang zwei. Der israelische Sprinter Donald Sanford errang die Bronzemedaille.

## Bestehende Rekorde

### Bestehende Rekorde
| Weltrekord           | 43,18 s | Michael Johnson  | WM Sevilla, Spanien | 26. August 1999   |
| Europarekord         | 44,33 s | Thomas Schönlebe | WM Rom, Italien     | 3. September 1987 |
| Meisterschaftsrekord | 44,52 s | Iwan Thomas      | EM Budapest, Ungarn | 21. August 1998   |

Der bestehende EM-Rekord wurde bei diesen Europameisterschaften nicht erreicht. Die schnellste Zeit erzielte der britische Europameister Martyn Rooney im Finale mit 44,71 s, womit er neunzehn Hundertstelsekunden über dem Rekord blieb. Zum Europarekord fehlten ihm 38 Hundertstelsekunden, zum Weltrekord 1,53 s.

### Rekordverbesserungen
Es wurden fünf neue Landesrekorde aufgestellt:
- 45,74 s – Marek Niit (Estland), zweiter Vorlauf am 12. August
- 45,81 s – Ricardo dos Santos (Portugal), dritter Vorlauf am 12. August
- 45,74 s – Ricardo dos Santos (Portugal), zweites Halbfinale am 13. August
- 45,39 s – Donald Sanford (Israel), drittes Halbfinale am 13. August
- 45,27 s – Donald Sanford (Israel), Finale am 15. August

## Doping
In diesem Wettbewerb gab es einen Dopingfall:

Der im Halbfinale ausgeschiedene Russe Maxim Dyldin wurde wegen einer verpassten Dopingprobe vom Internationalen Sportgerichtshof CAS vom 6. Januar 2017 an für vier Jahre gesperrt. Seine bei den Olympischen Spielen 2012 und später erzielten Resultate wurden annulliert.
Leidtragender war vor allem ein Athlet:

Der im Vorlauf ausgeschiedene Belgier Julien Watrin wäre im Halbfinale startberechtigt gewesen.

## Legende
Kurze Übersicht zur Bedeutung der Symbolik – so üblicherweise auch in sonstigen Veröffentlichungen verwendet:
| NR  | Nationaler Rekord                     |
| DNS | nicht am Start (did not start)        |
| DOP | wegen Dopingvergehens disqualifiziert |

## Vorrunde
Die Vorrunde wurde in fünf Läufen durchgeführt. Die ersten vier Athleten pro Lauf – hellblau unterlegt – sowie die darüber hinaus vier zeitschnellsten Läufer – hellgrün unterlegt – qualifizierten sich für das Halbfinale.

### Vorlauf 1

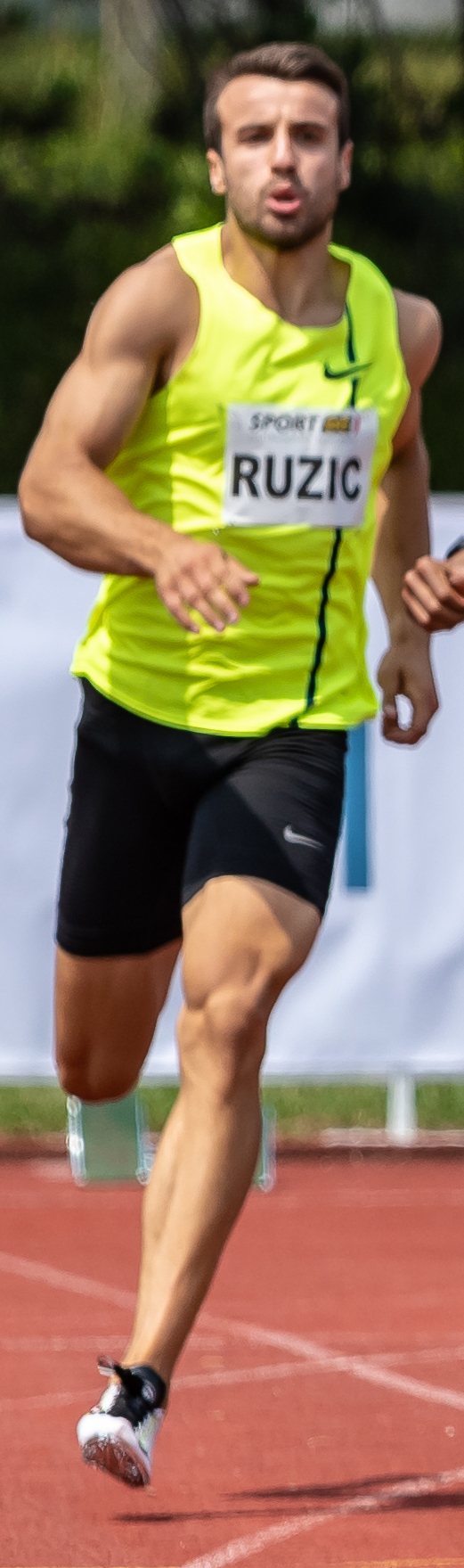
Mateo Ružić – als Achter ausgeschieden

12. August 2014, 12:46 Uhr
| Platz | Name            | Nation     | Zeit (s) |
| ----- | --------------- | ---------- | -------- |
| 1     | Mame-Ibra Anne  | Frankreich | 45,57    |
| 2     | Kevin Borlée    | Belgien    | 45,75    |
| 3     | Łukasz Krawczuk | Polen      | 45,92    |
| 4     | Pawel Trenichin | Russland   | 46,03    |
| 5     | Witalij Butrym  | Ukraine    | 46,30    |
| 6     | Daniel Němeček  | Tschechien | 46,47    |
| 7     | Bálint Móricz   | Ungarn     | 47,04    |
| 8     | Mateo Ružić     | Kroatien   | 47,06    |

### Vorlauf 2

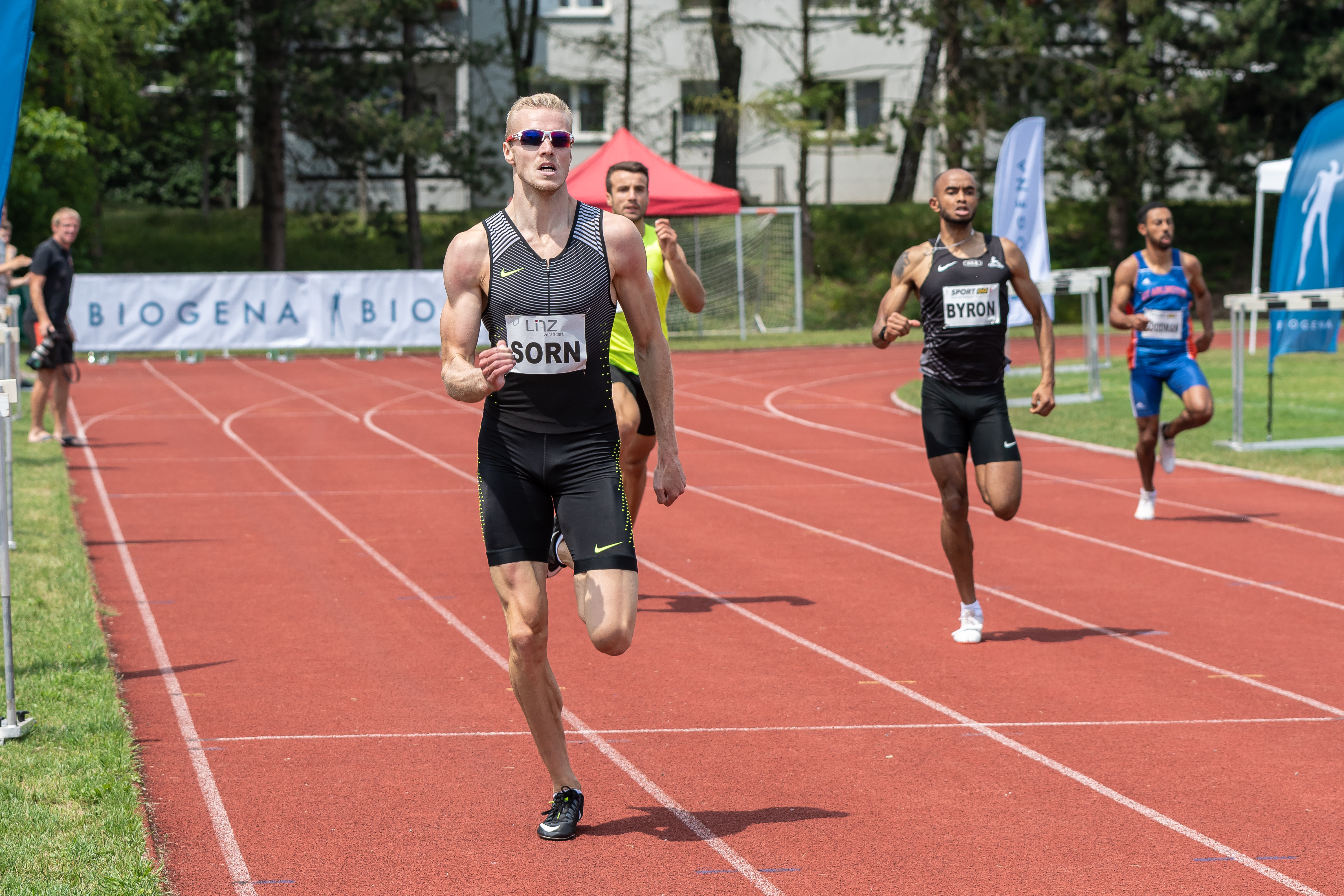
Patrik Šorm (links) erreichte als Sechster seines Vorlaufs nicht das Halbfinale

12. August 2014, 12:54 Uhr
| Platz | Name                | Nation      | Zeit (s)                            |
| ----- | ------------------- | ----------- | ----------------------------------- |
| 1     | Liemarvin Bonevacia | Niederlande | 45,65                               |
| 2     | Marek Niit          | Estland     | 45,74 NR                            |
| 3     | Jonathan Borlée     | Belgien     | 45,77                               |
| 4     | Rafał Omelko        | Polen       | 46,10                               |
| 5     | Richard Morrissey   | Irland      | 46,20                               |
| 6     | Patrik Šorm         | Tschechien  | 46,35                               |
| 7     | Željko Vincek       | Kroatien    | 48,32                               |
| DOP   | Maxim Dyldin        | Russland    | 45,45 für das Halbfinale zugelassen |

### Vorlauf 3

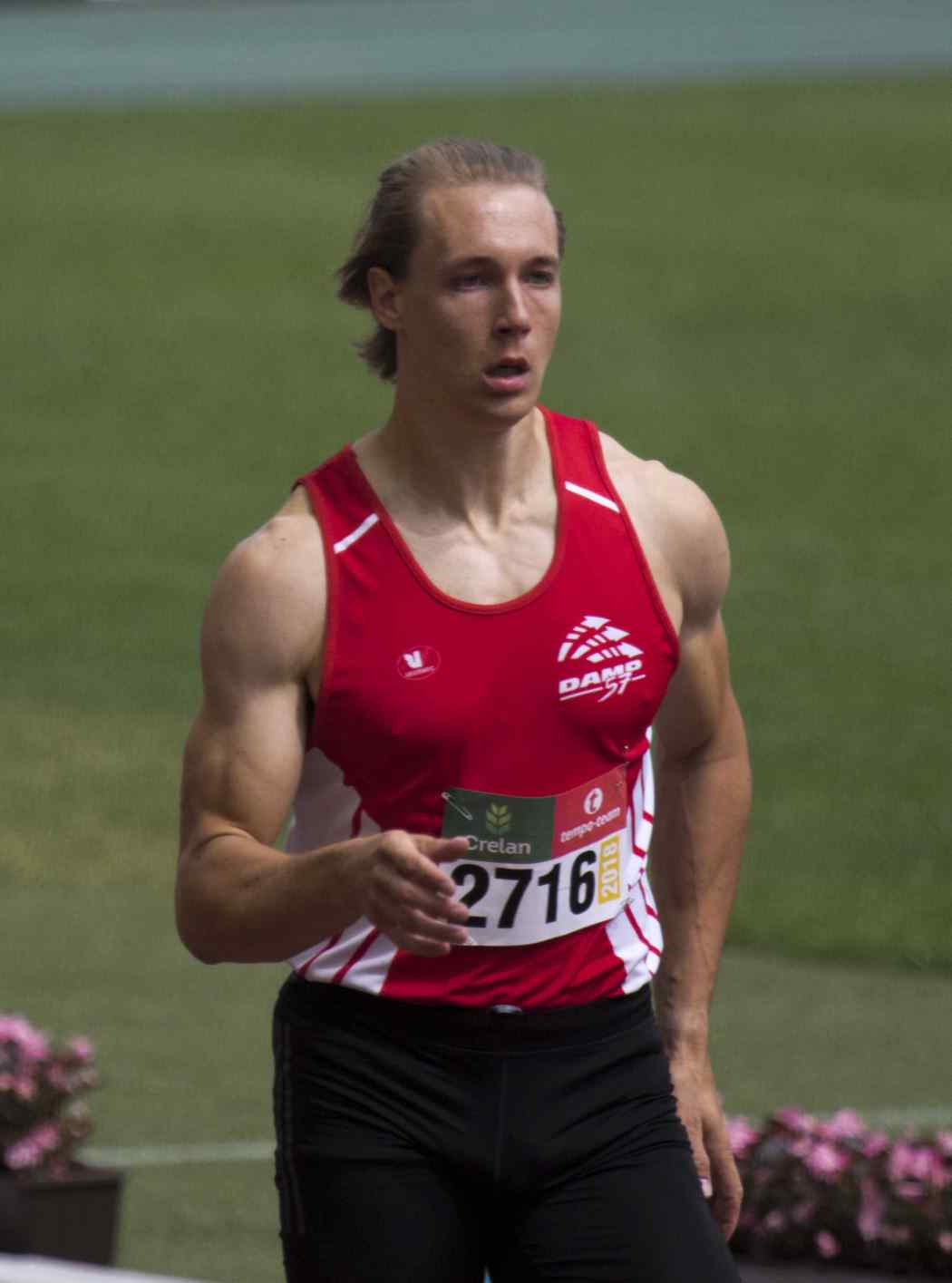
Julien Watrin – nach seinem fünften Rang ausgeschieden, jedoch wegen des dopingbedingt disqualifizierten Konkurrenten eigentlich für das Halbfinale qualifiziert
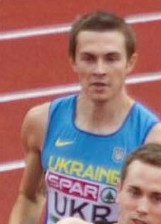
Jewhen Huzols siebter Platz in seinem Vorlauf reichte nicht für die Teilnahme am Halbfinale

12. August 2014, 13:02 Uhr
| Platz | Name               | Nation         | Zeit (s)                                         |
| ----- | ------------------ | -------------- | ------------------------------------------------ |
| 1     | Jakub Krzewina     | Polen          | 45,68                                            |
| 2     | Ricardo dos Santos | Portugal       | 45,81 NR                                         |
| 3     | Conrad Williams    | Großbritannien | 45,90                                            |
| 4     | Yannick Fonsat     | Frankreich     | 46,23                                            |
| 5     | Julien Watrin      | Belgien        | 46,31 eigentlich für das Halbfinale qualifiziert |
| 6     | Davide Re          | Italien        | 46,34                                            |
| 7     | Jewhen Huzol       | Ukraine        | 46,96                                            |
| 8     | Batuhan Altıntaş   | Türkei         | 47,35                                            |

### Vorlauf 4

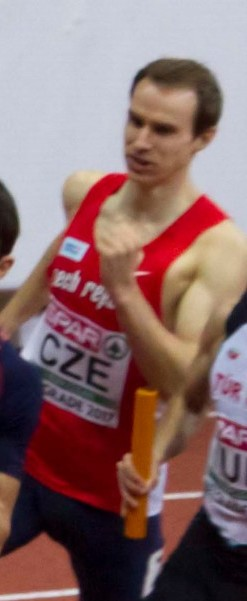
Um eine Hundertstelsekunde verpasste Jan Tesař den Einzug in die nächste Runde
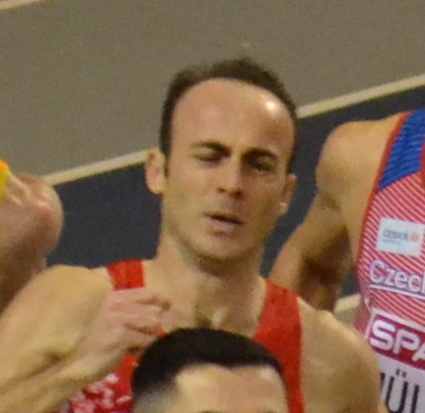
Rang sechs reichte Yavuz Can nicht für die Semifinalteilnahme
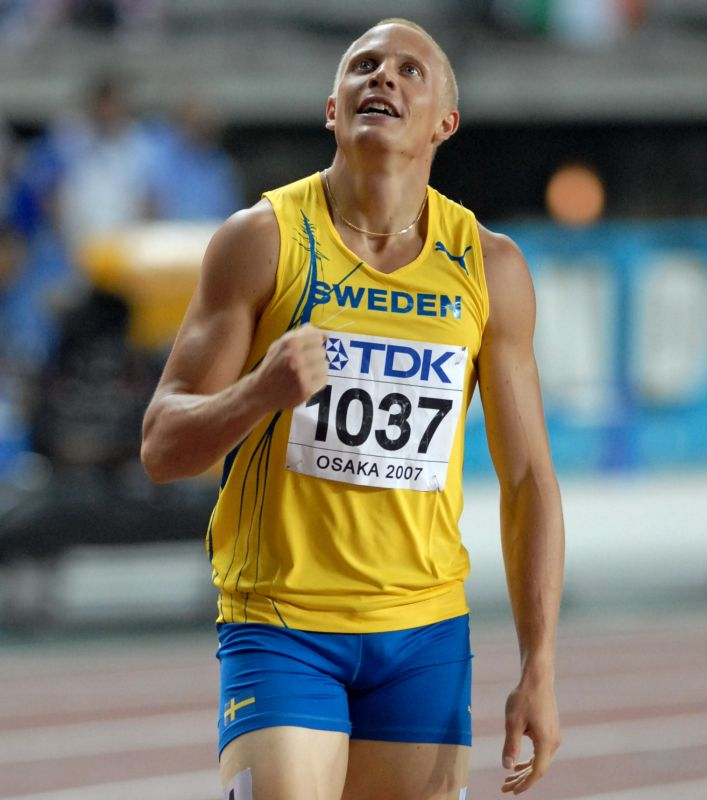
Wie auch über 200 Meter war der Wettkampf für Johan Wissman nach der Vorrunde beendet

12. August 2014, 13:10 Uhr
| Platz | Name                 | Nation         | Zeit (s) |
| ----- | -------------------- | -------------- | -------- |
| 1     | Matthew Hudson-Smith | Großbritannien | 46,07    |
| 2     | Donald Sanford       | Israel         | 46,18    |
| 3     | Brian Gregan         | Irland         | 46,33    |
| 4     | Matteo Galvan        | Italien        | 46,64    |
| 5     | Jan Tesař            | Tschechien     | 46,65    |
| 6     | Yavuz Can            | Türkei         | 46,90    |
| 7     | Johan Wissman        | Schweden       | 46,93    |
| 8     | Karl Baldachino      | Gibraltar      | 55,09    |

### Vorlauf 5

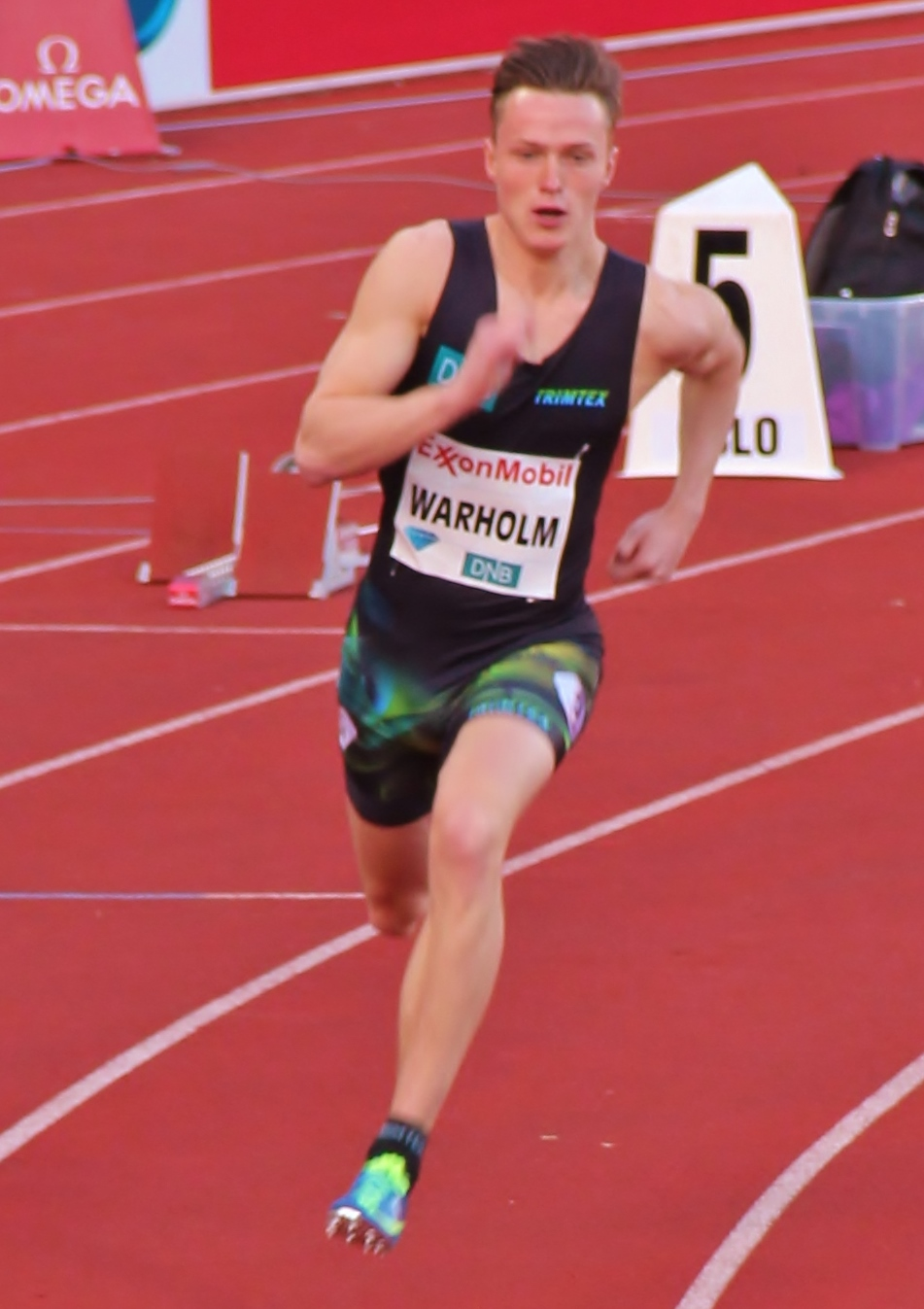
Karsten Warholm – als Siebter in der Vorrunde gescheitert, in den kommenden Jahren dann sehr erfolgreich

12. August 2014, 13:18 Uhr
| Platz | Name                   | Nation         | Zeit (s) |
| ----- | ---------------------- | -------------- | -------- |
| 1     | Martyn Rooney          | Großbritannien | 45,48    |
| 2     | Samuel García          | Spanien        | 45,80    |
| 3     | Kamghe Gaba            | Deutschland    | 45,80    |
| 4     | Nick Ekelund-Arenander | Dänemark       | 45,91    |
| 5     | Miloš Raović           | Serbien        | 46,12    |
| 6     | Lorenzo Valentini      | Italien        | 46,61    |
| 7     | Karsten Warholm        | Norwegen       | 46,73    |
| 8     | Fabian Haldner         | Liechtenstein  | 50,55    |

## Halbfinale
Aus den beiden Halbfinalläufen qualifizierten sich die jeweils ersten beiden Athleten – hellblau unterlegt – sowie die darüber hinaus zwei zeitschnellsten Läufer – hellgrün unterlegt – für das Finale.

### Lauf 1

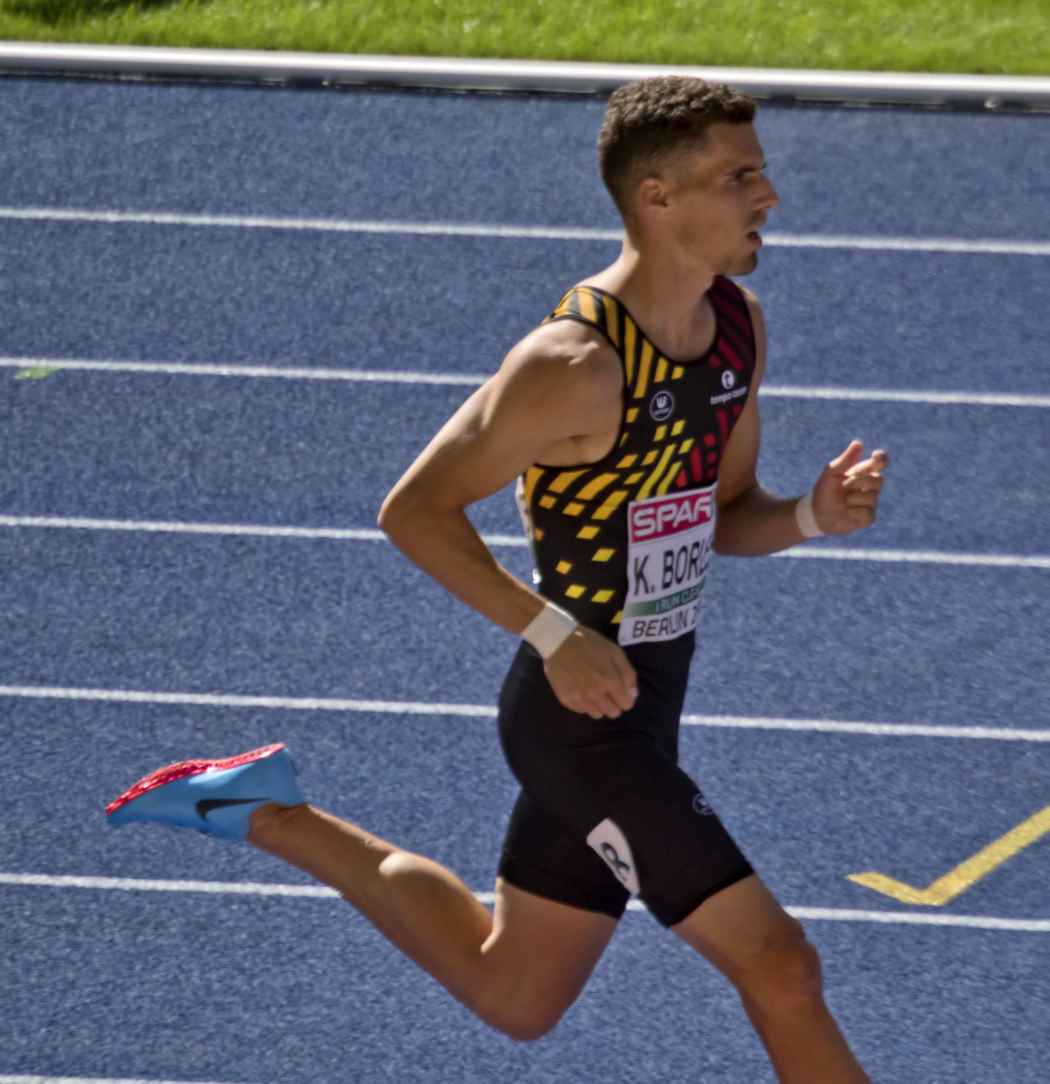
Kevin Borlée reichte sein dritter Platz nicht, um im Finale dabei zu sein
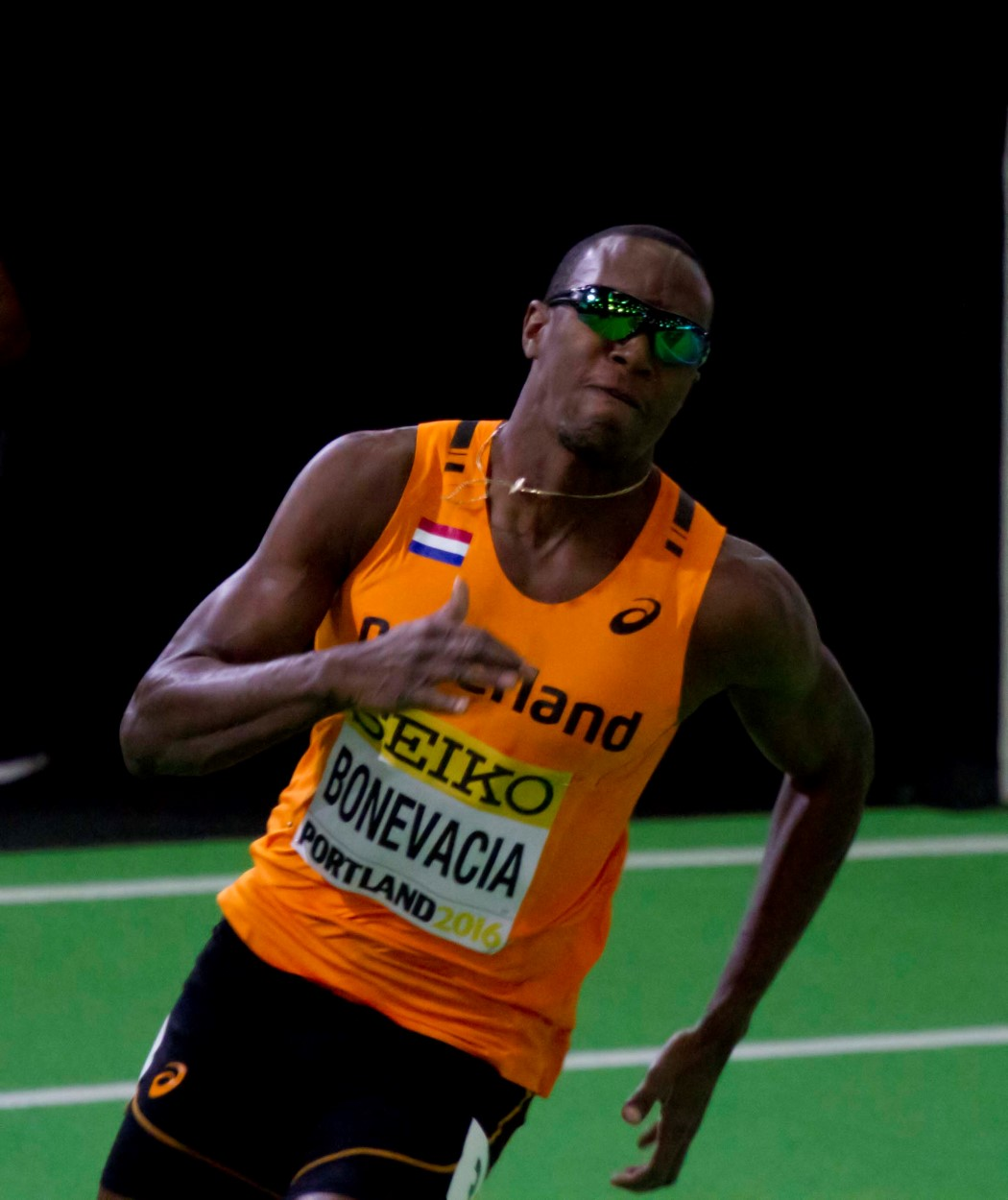
Liemarvin Bonevacia schied als Vierter seines Rennens im Halbfinale aus

13. August 2014, 19:24 Uhr
| Platz | Name                   | Nation         | Zeit (s) |
| ----- | ---------------------- | -------------- | -------- |
| 1     | Conrad Williams        | Großbritannien | 45,85    |
| 2     | Kamghe Gaba            | Deutschland    | 46,01    |
| 3     | Kevin Borlée           | Belgien        | 46,15    |
| 4     | Liemarvin Bonevacia    | Niederlande    | 46,38    |
| 5     | Rafał Omelko           | Polen          | 46,69    |
| 6     | Yannick Fonsat         | Frankreich     | 46,83    |
| 7     | Nick Ekelund-Arenander | Dänemark       | 47,16    |
| DOP   | Maxim Dyldin           | Russland       | 46,05    |

Weitere im ersten Halbfinale ausgeschiedene Läufer:

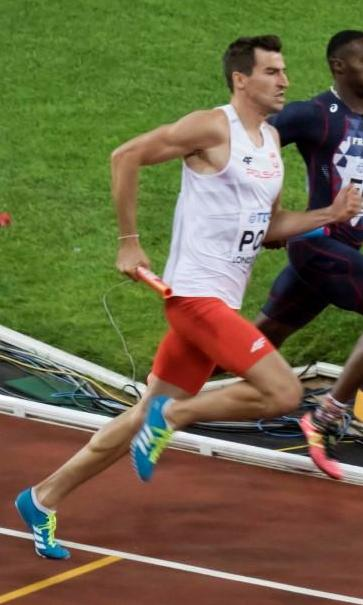
Rafał Omelko – Platz fünf in 46,69 s
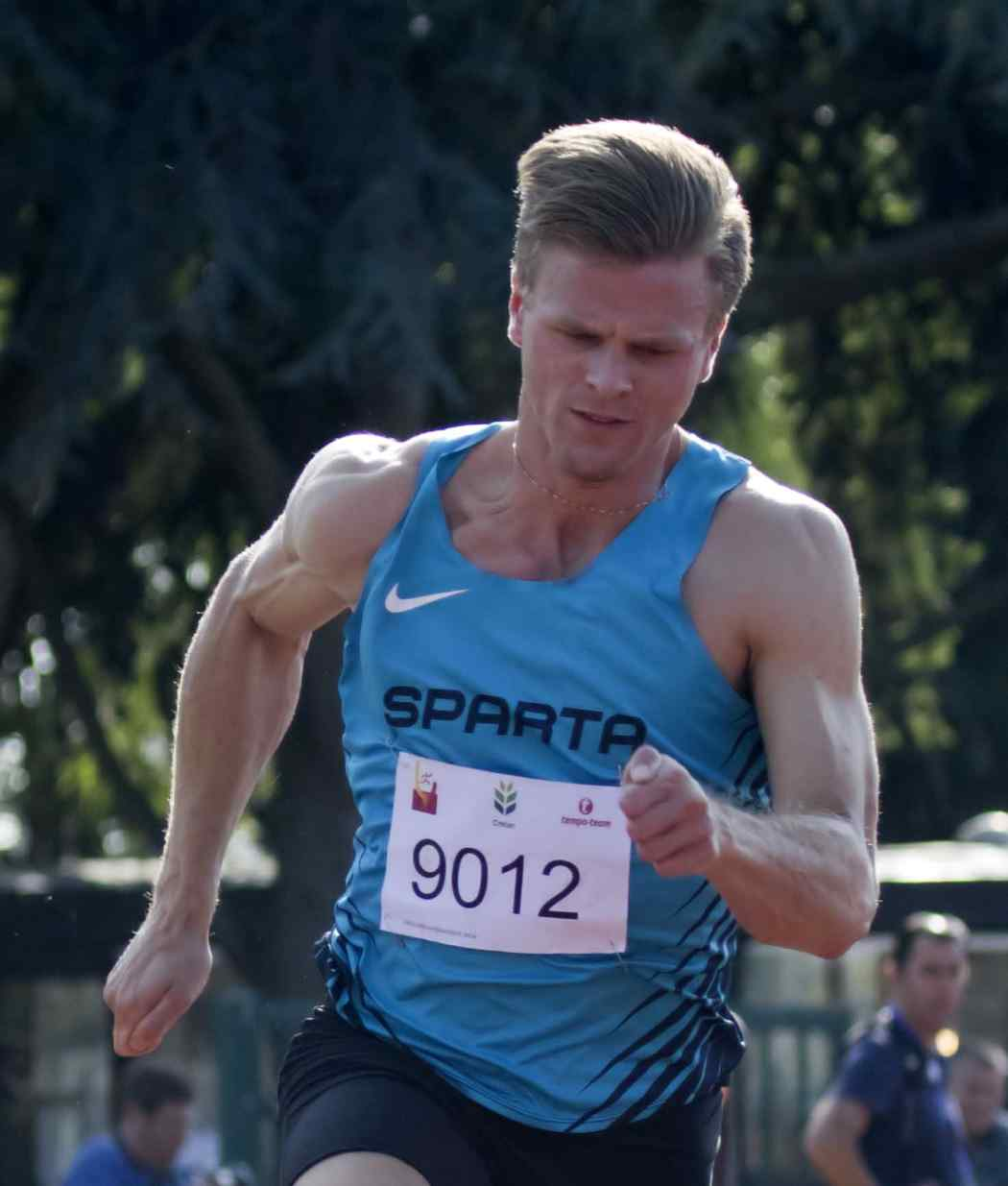
Nick Ekelund-Arenander – Platz sieben in 47,16 s
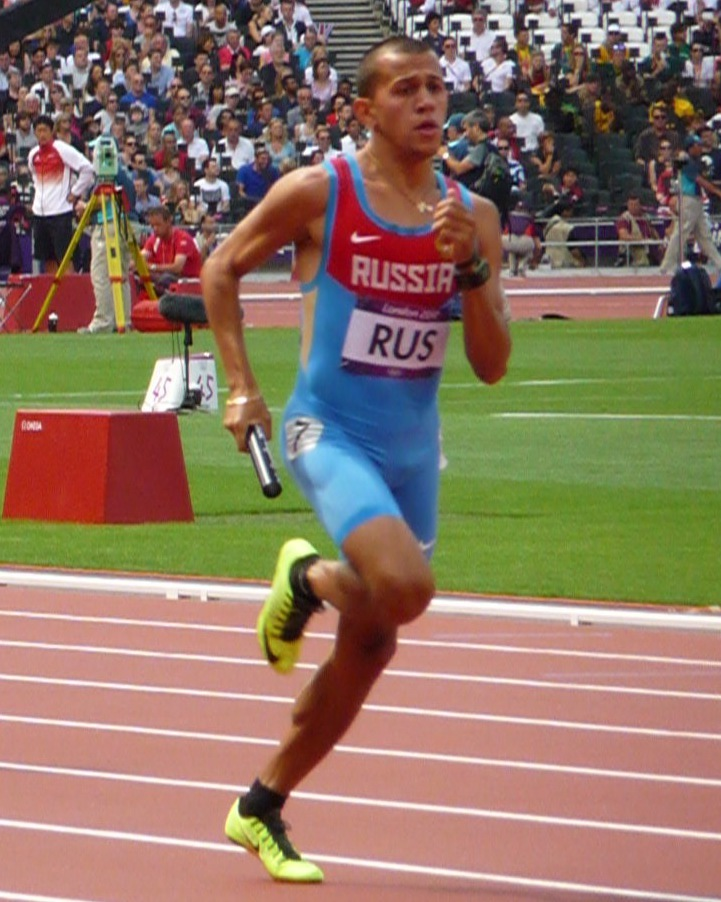
Dopingsünder Maxim Dyldin

### Lauf 2

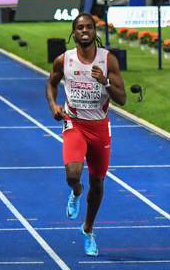
Ricardo dos Santos – trotz portugiesischen Rekords als Dritter seines Halbfinales nicht im Finale
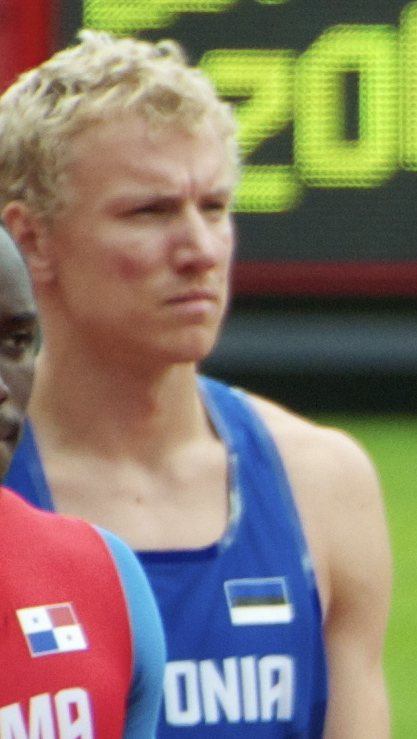
Marek Niit erreichte das Halbfinale und schied hier als Vierter seines Rennens aus

13. August 2014, 19:31 Uhr
| Platz | Name               | Nation         | Zeit (s) |
| ----- | ------------------ | -------------- | -------- |
| 1     | Martyn Rooney      | Großbritannien | 45,40    |
| 2     | Samuel García      | Spanien        | 45,58    |
| 3     | Ricardo dos Santos | Portugal       | 45,74 NR |
| 4     | Marek Niit         | Estland        | 45,80    |
| 5     | Łukasz Krawczuk    | Polen          | 46,24    |
| 6     | Matteo Galvan      | Italien        | 46,32    |
| 7     | Pawel Trenichin    | Russland       | 46,40    |
| 8     | Richard Morrissey  | Irland         | 46,64    |

Weitere im zweiten Halbfinale ausgeschiedene Läufer:

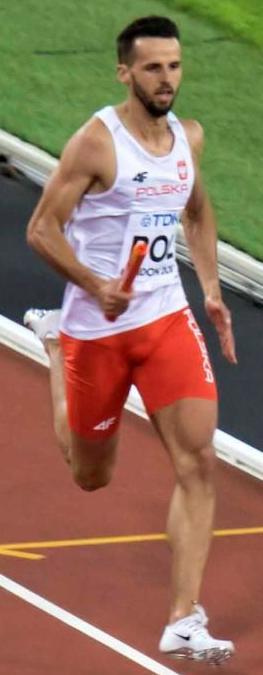
Łukasz Krawczuk – Rang fünf in 46,24 s
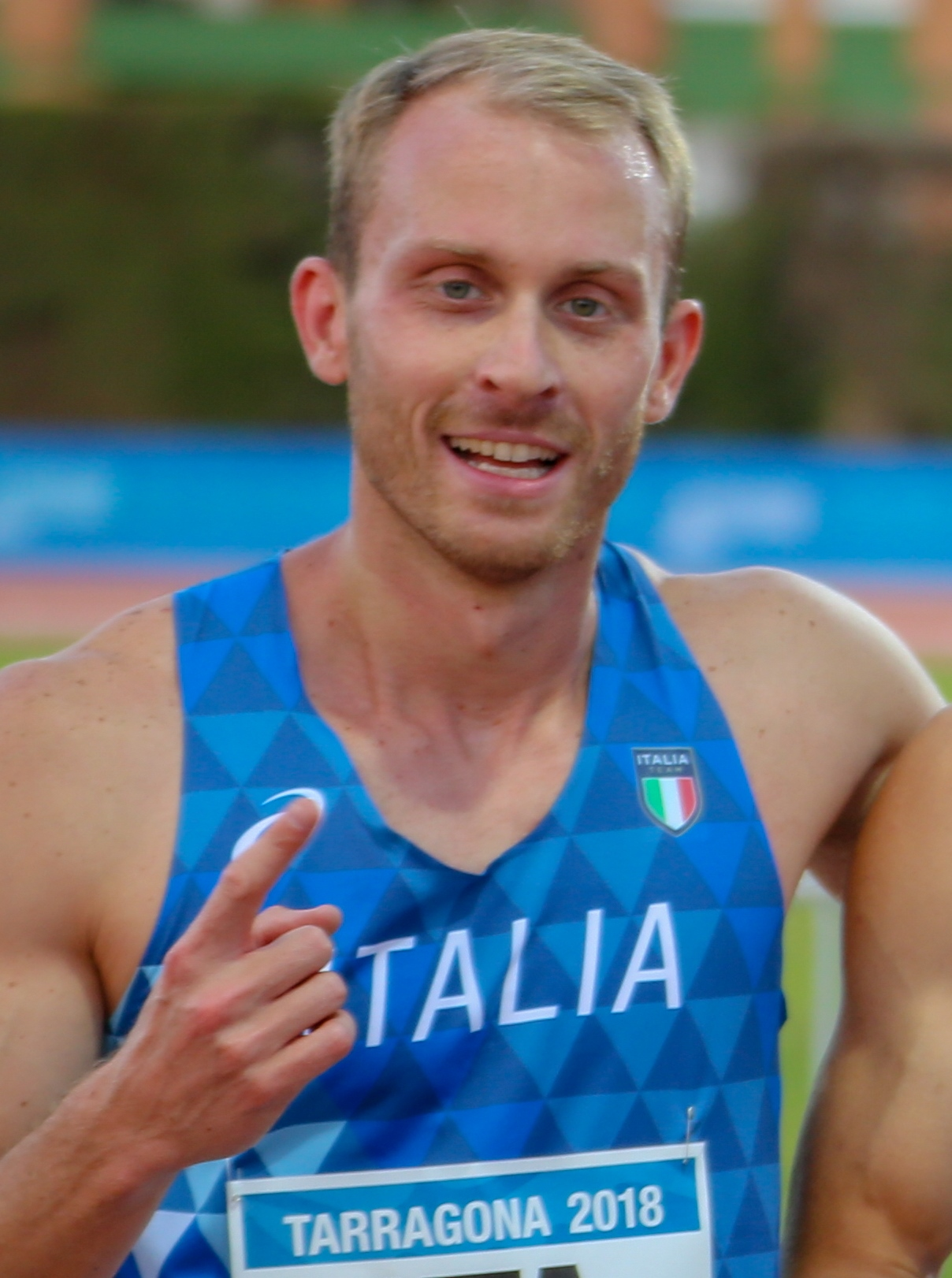
Matteo Galvan – Rang sechs in 46,32 s
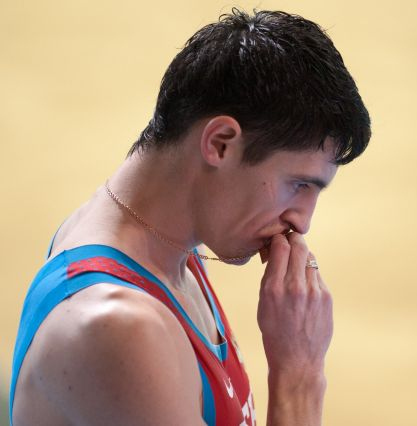
Pawel Trenichin – Rang sieben in 46,40 s
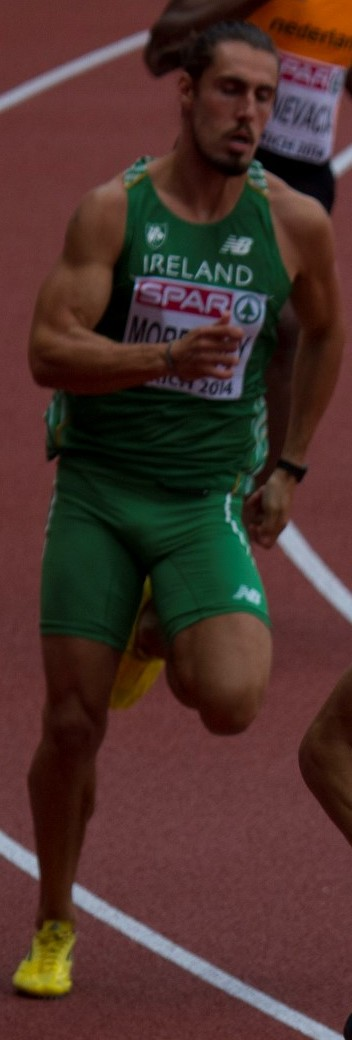
Richard Morrissey – Rang acht in 46,64 s

### Lauf 3

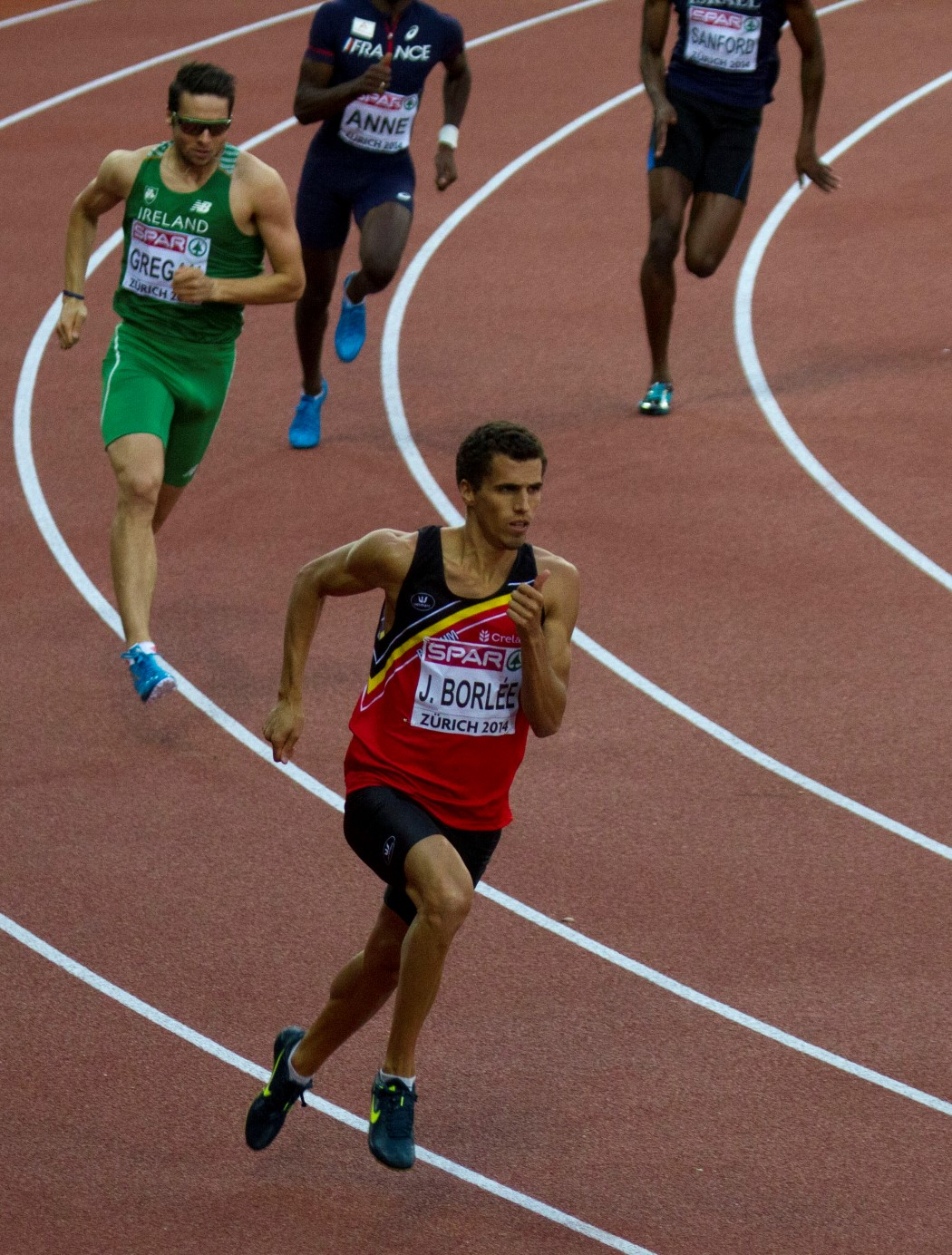
Drittes Semifinale (v. l. n. r.): Jonathan Borlée, Brian Gregan, Mame-Ibra Anne, Donald Sanford
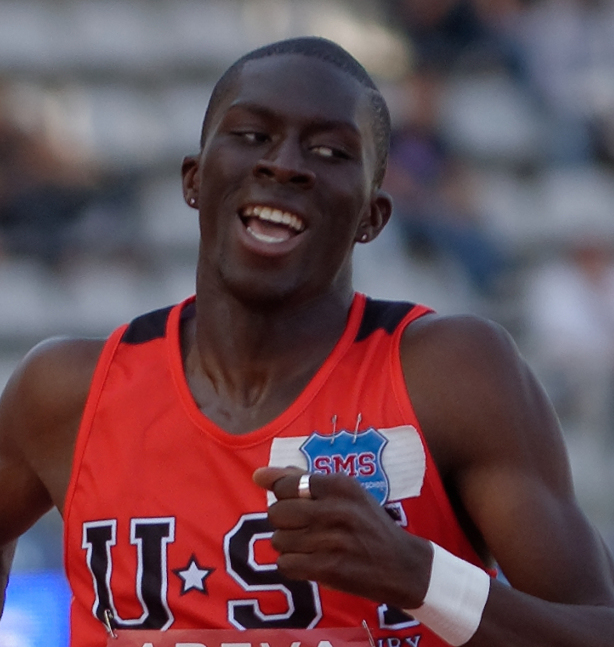
Mame-Ibra Anne erreichte als Fünfter seines Halbfinales nicht den Endlauf
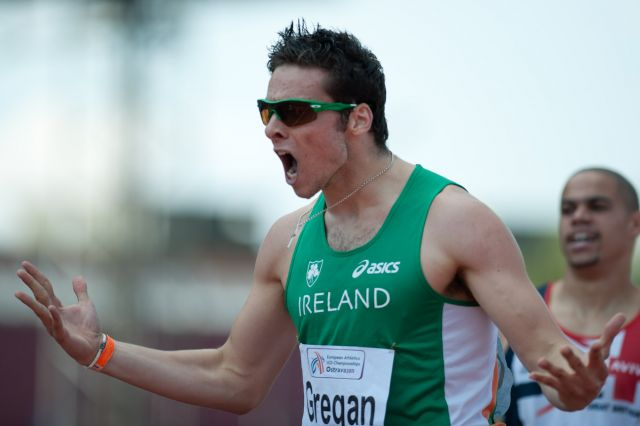
Mit seinem sechsten Rang im dritten Halbfinale schied Brian Gregan aus

13. August 2014, 19:38 Uhr
| Platz | Name                 | Nation         | Zeit (s) |
| ----- | -------------------- | -------------- | -------- |
| 1     | Matthew Hudson-Smith | Großbritannien | 45,30    |
| 2     | Jonathan Borlée      | Belgien        | 45,38    |
| 3     | Donald Sanford       | Israel         | 45,39 NR |
| 4     | Jakub Krzewina       | Polen          | 45,47    |
| 5     | Mame-Ibra Anne       | Frankreich     | 45,75    |
| 6     | Brian Gregan         | Irland         | 45,81    |
| 7     | Miloš Raović         | Serbien        | 46,09    |
| 8     | Witalij Butrym       | Ukraine        | 48,16    |

## Finale

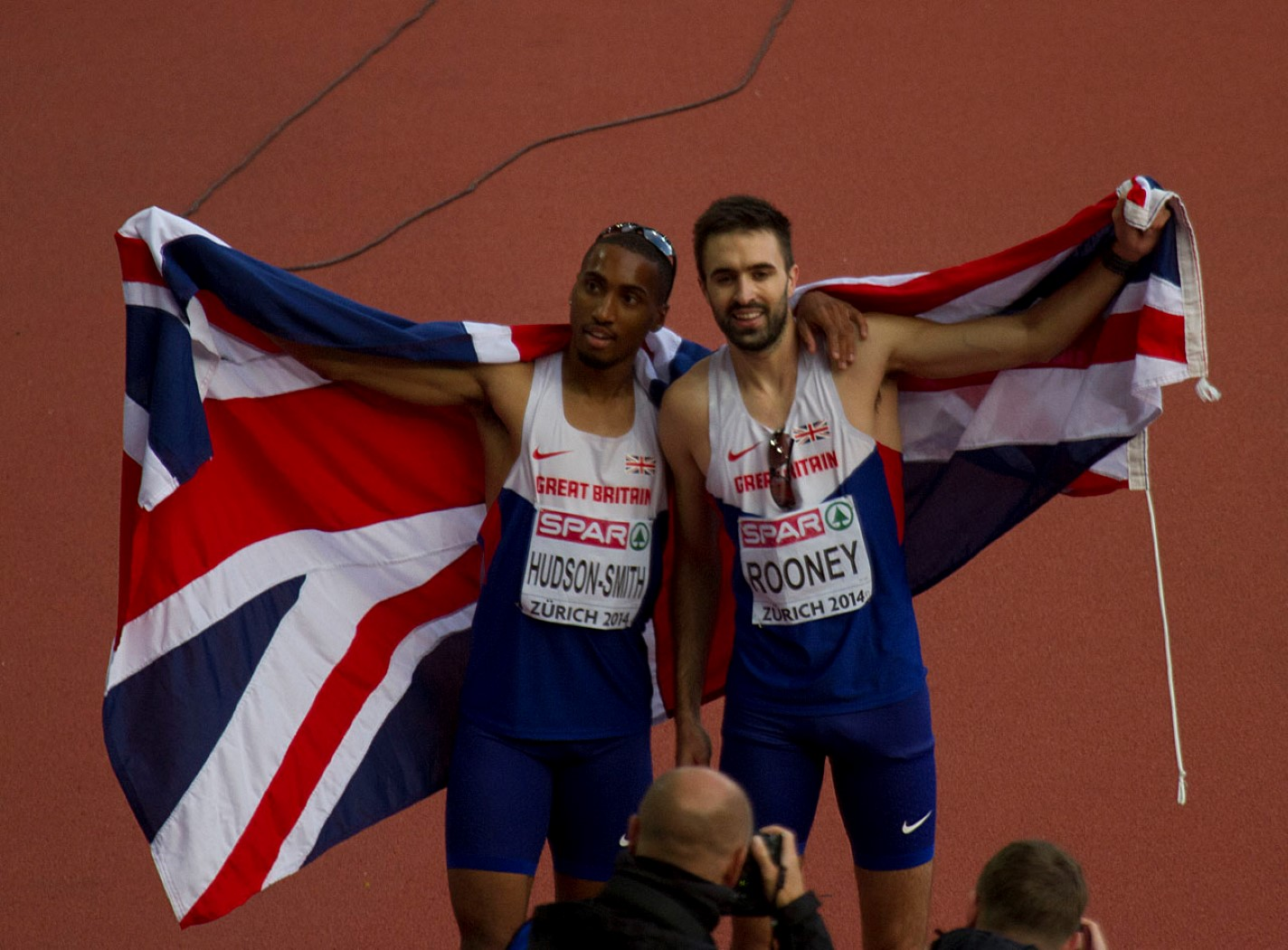
Europameister Martyn Rooney (rechts) und Silbermedaillengewinner Matthew Hudson-Smith

15. August 2014, 18:50 Uhr
| Platz | Name                 | Nation         | Zeit (s) |
| ----- | -------------------- | -------------- | -------- |
| 1     | Martyn Rooney        | Großbritannien | 44,71    |
| 2     | Matthew Hudson-Smith | Großbritannien | 44,75    |
| 3     | Donald Sanford       | Israel         | 45,27 NR |
| 4     | Jakub Krzewina       | Polen          | 45,52    |
| 5     | Conrad Williams      | Großbritannien | 45,53    |
| 6     | Kamghe Gaba          | Deutschland    | 45,83    |
| 7     | Samuel García        | Spanien        | 45,35    |
| DNS   | Jonathan Borlée      | Belgien        |          |

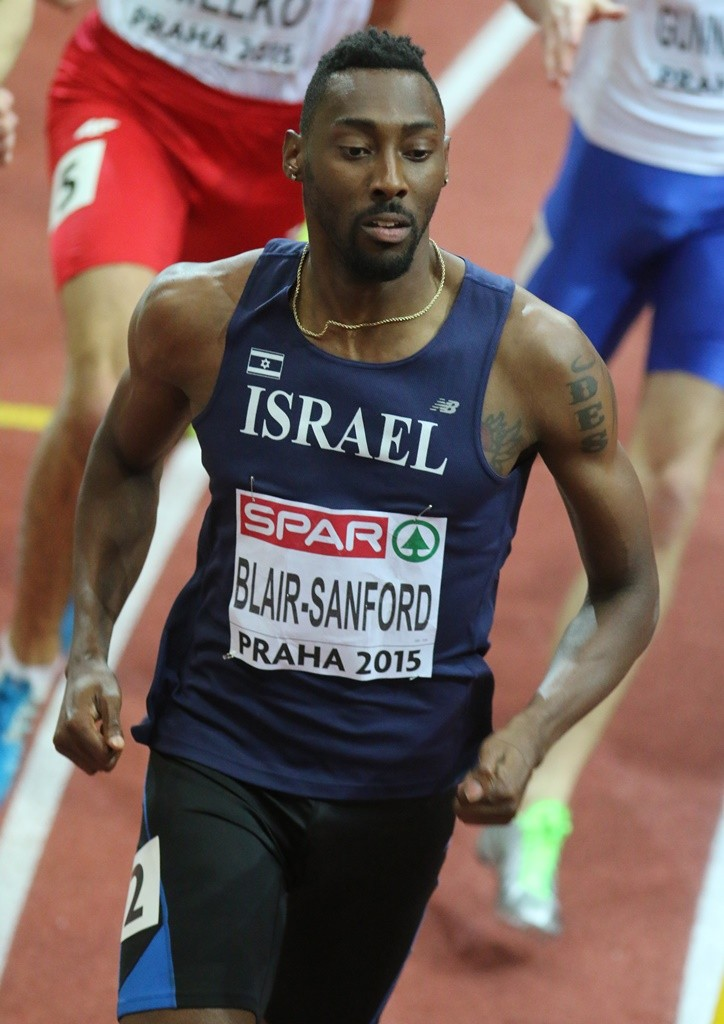
Nach Rang vier 2012 errang Donald Sanford diesmal die Bronzemedaille
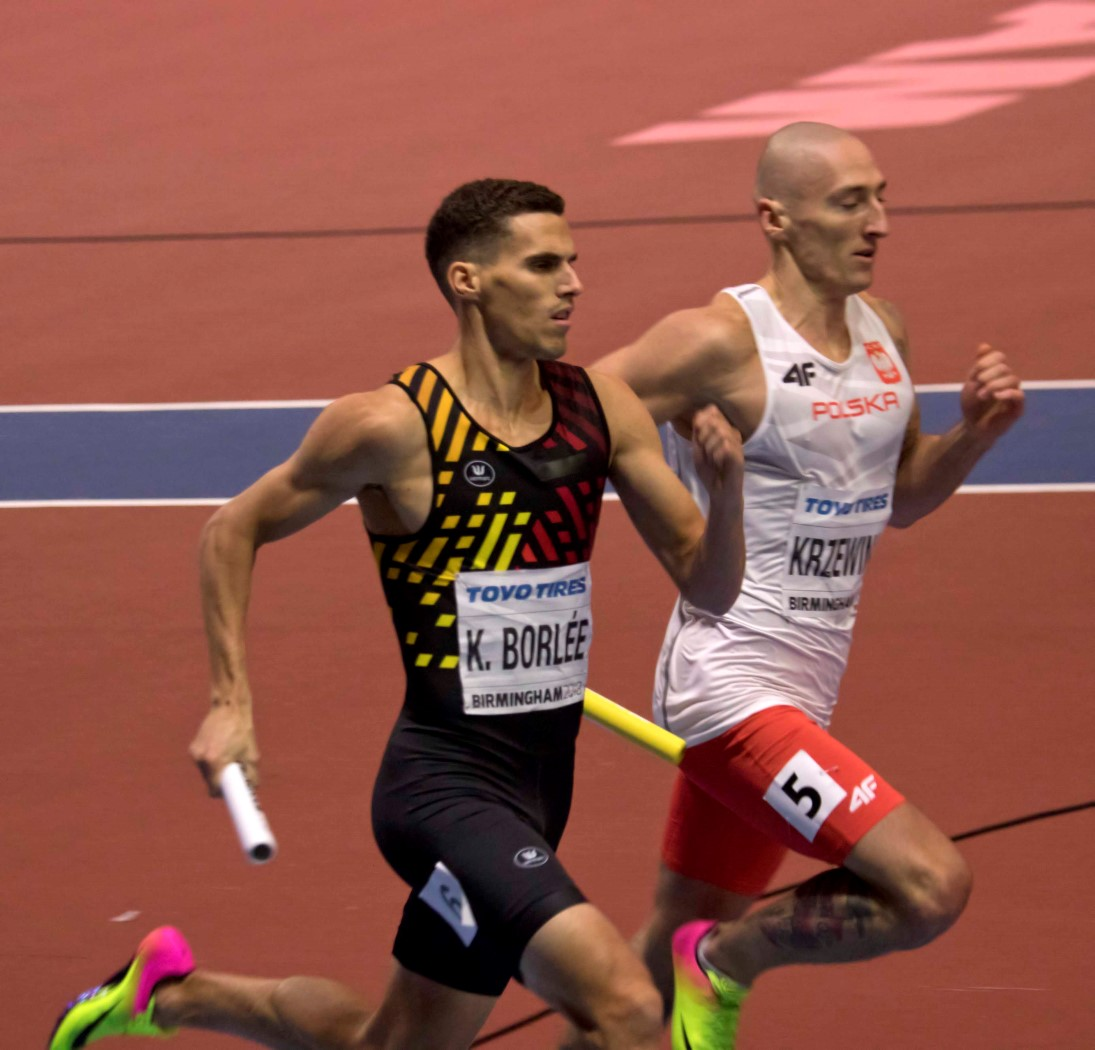
Jakub Krzewina (rechts) kam auf den vierten Platz
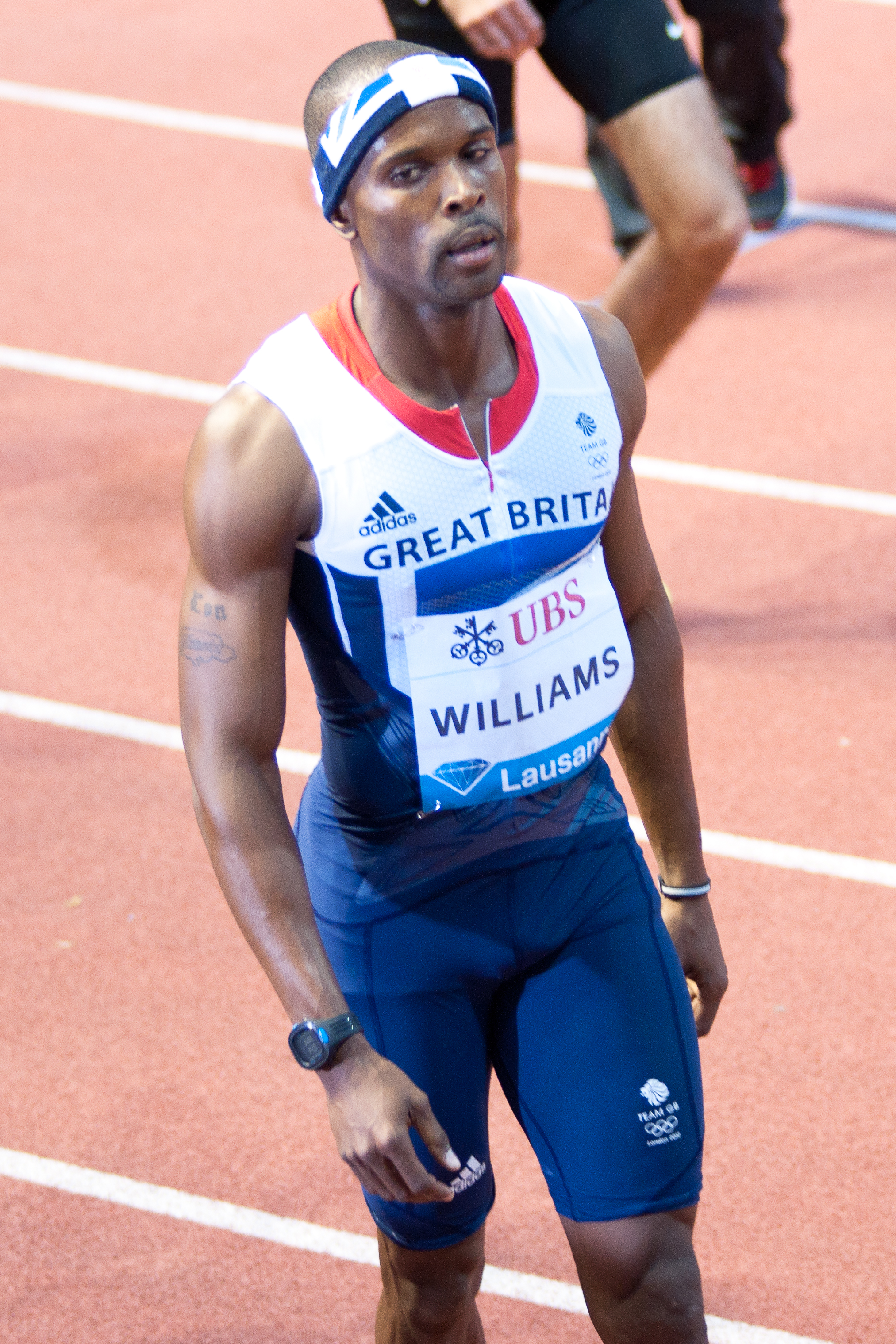
Conrad Williams belegte Rang fünf

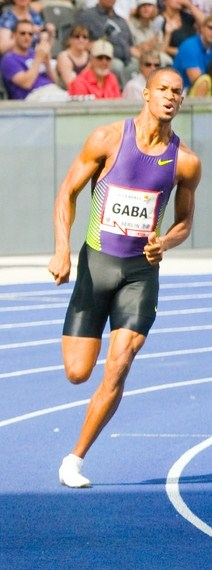
Kamghe Gaba – Sechster
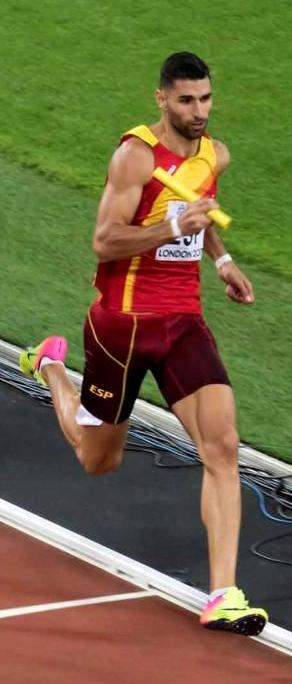
Samuel García erreichte Platz sieben
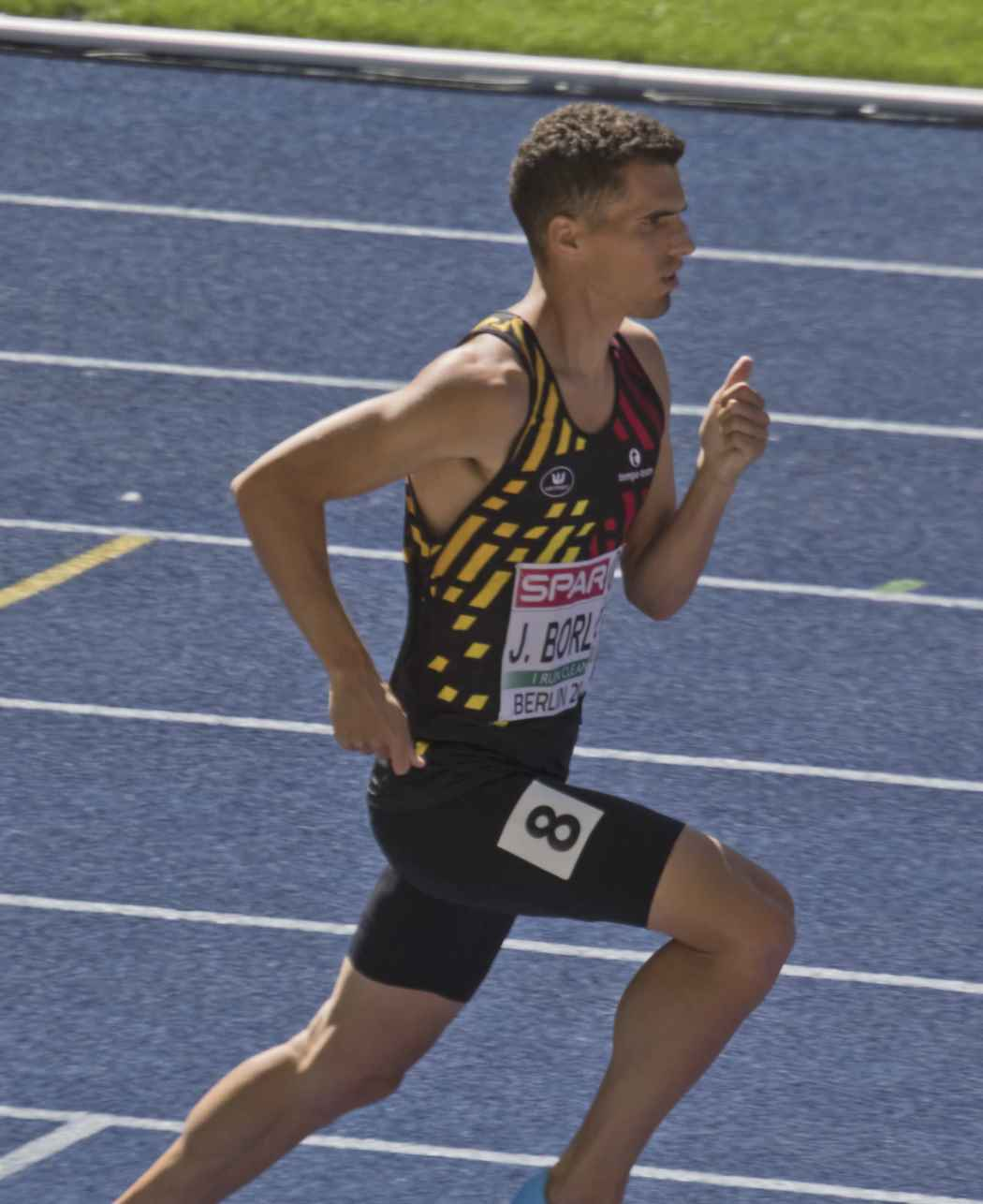
Jonathan Borlée – unter anderem WM-Vierter von 2013, konnte im Finale nicht antreten

## Videolink
- 400m Karsten Warholm (European Athletics Championships Zürich 2014), youtube.com, abgerufen am 9. März 2023